# Beograđanka
Beograđanka, nebo také Palata Beograd (srbsky Београђанка, Палата Београд) je výšková budova v Bělehradu. Nachází se mezi ulicemi Masarikova a Krále Milana, má adresu Srpskih vladara 38. 101 m vysoká budova má 23 pater.
Budova vznikla v období mezi lety 1969 a 1974 podle projektu architekta Branka Pešiće. Projektanti stavby byli Đorđe Lazarević a Milorad Ivković. Ve své době se jednalo se o první výškovou stavbu v užším centru města a také o manifestaci technických možností jugoslávské architektury konce 60. let 20. století. Po svém dokončení byla nejvyšší nejen v SFRJ, ale i na celém balkánském poloostrově. Stavba má betonovou konstrukci, která je obložená hliníkovými obklady v tmavě hnědé barvě.
Budova byla slavnostně otevřena dne 22. dubna 1974. Kanceláře uvnitř sloužily řadě jugoslávských podniků, které byly dobře reprezentovány i v zahraničí (Geneks aj.) Budova je rozčleněna na dominující věž s 24 podlažími a na širší třípatrový objekt v spodní části, kde se nachází obchodní dům a kancelářské prostory.
Pod budovou se nacházejí tři podzemní podlaží, která byla vyčleněna pro supermarkety a další obchodní prostory.
Původně se v nejvyšším patře nacházela také restaurace s vyhlídkou na město, kterou navštěvovaly tisíce lidí. Postupně však návštěvnost klesala a nejvyšší patro si zakoupila lokální stanice RTV Studio B. Některé další významné společnosti obsadily hned několik pater. Výhledově se plánuje oprava budovy a rekonstrukce fasády.